# Jazz kissa
Jazz kissa (ジャズ喫茶?  lit. café de jazz), a veces transliterados como jazu kissa, son cafeterías especializadas en la reproducción y apreciación de música de jazz grabada. Exclusivos de Japón, los jazz kissa son espacios en los que la música de jazz se escucha con dedicación y no como música de fondo. Un jazz kissa típico cuenta con un equipo estéreo de alta calidad, una gran colección de música y una iluminación tenue, y sirve café y bebidas alcohólicas.

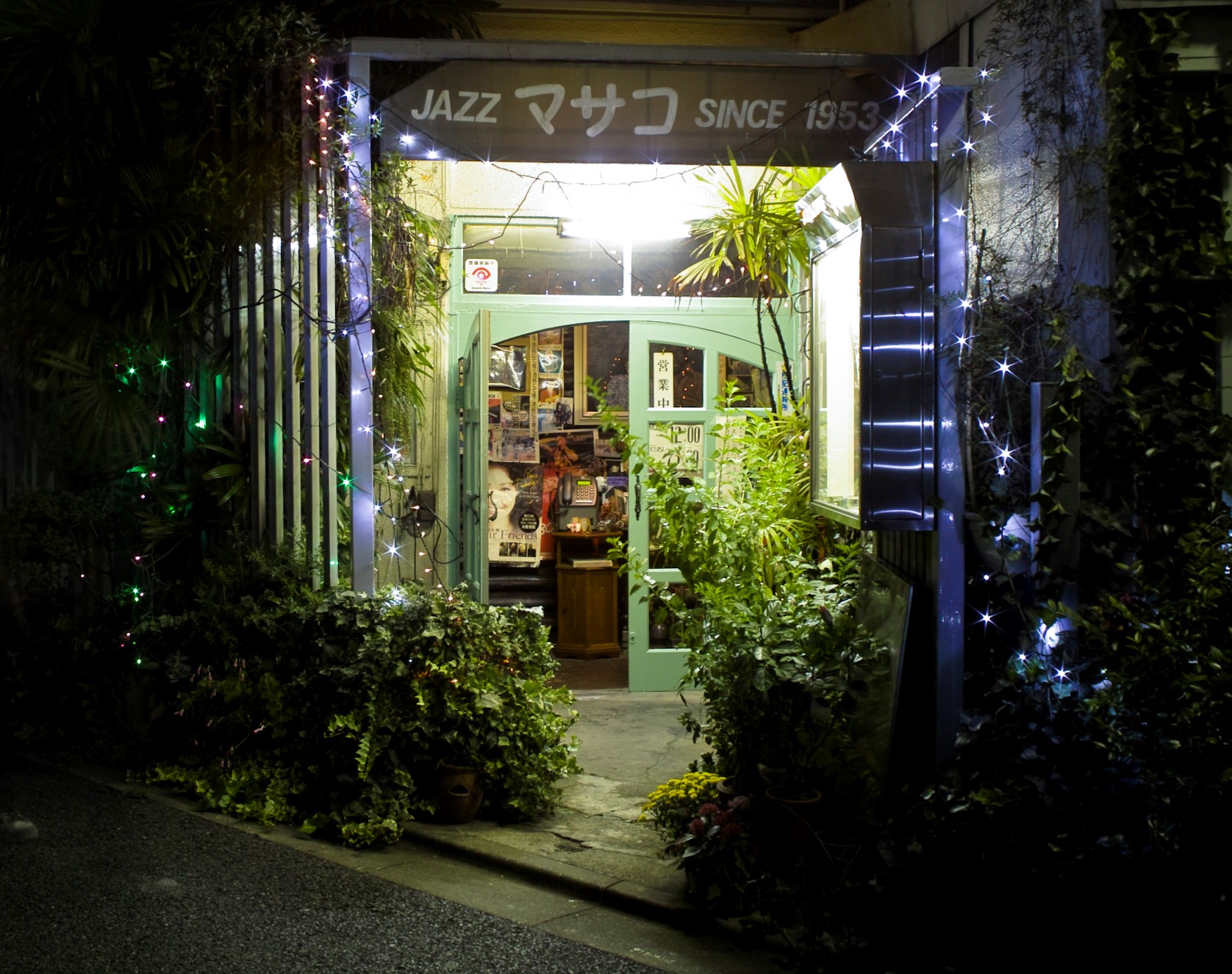
Entrada de un jazz kissa en Shimokitazawa, Tokio

Los primeros cafeterías centrados en la reproducción de grabaciones de jazz abrieron en Japón a finales de la década de 1920, como parte de un entusiasmo más amplio por la cultura y la música occidentales. Antes de la Segunda Guerra Mundial había unos ochenta jazz kissa, pero durante la contienda muchos de ellos cerraron. En la posguerra, los jazz kissa volvieron en mayor número. Los jazz kissa servían para escuchar discos de jazz importados que resultaban demasiado caros para los particulares. Eran un importante recurso musical para músicos, periodistas y entusiastas del jazz y, en su momento de mayor apogeo, llegaron a funcionar unos seiscientos jazz kissa en todo Japón.

A partir de la década de 1970, el acceso más fácil y barato a equipos reproductores de música y a la música de jazz puso en entredicho el papel de la jazz kissa. El número de kissa de jazz se redujo considerablemente y los que quedaban se visitaban principalmente por razones nostálgicas. Sin embargo, los kissa de jazz siguen funcionando en Japón y se siguen abriendo nuevos kissa. Los jazz kissa desempeñaron un papel importante en la recepción de la música de jazz y la cultura occidental moderna en Japón. Su influencia se extiende más allá de Japón, ya que en el siglo XXI se han abierto bares inspirados en los kissa de jazz en muchos otros países.

## Historia

### Comienzos antes de la guerra

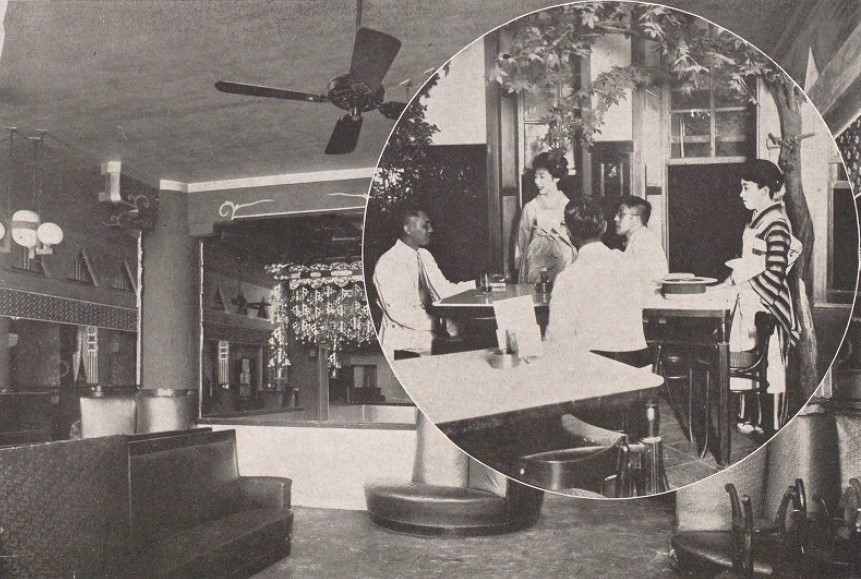
Una cafetería en Ginza en 1930

La popularización del café, las cafeterías y la música jazz en Japón comenzó en las décadas de 1920 y 1930 como parte de un mayor entusiasmo de la clase media por las ideas occidentales.  Era habitual que en los cafés sonara la música de los fonógrafos. Algunos cafés empleaban camareras que ofrecían servicios sexuales y cantaban y bailaban al son del fonógrafo.   La música alta también disimulaba las conversaciones privadas entre clientes y camareras.  Otros cafés evitaban este erotismo e instalaban fonógrafos, luces bajas y sofás para crear un ambiente sofisticado y relajado. 
Las primeras cafeterías musicales, llamados ongaku kissa (abreviatura de kissaten),  abrieron en Japón a finales de la década de 1920. Debido a las restricciones a la música en directo, los kissa eran algunos de los únicos lugares fuera de los grandes recintos donde la gente podía escuchar música occidental.  Estas kissa albergaban grandes colecciones de discos, centradas en géneros específicos, y modernos equipos de sonido.  El interior y el exterior de los kissa se decoraban con elegantes y a veces excéntricos estilos occidentales.  Los cafés de música clásica, llamados meikyoku kissa, eran muy populares, así como los que tocaban jazz y música latina. También estaban atendidos por camareras y se dirigían a clientes jóvenes, a menudo hombres que no podían permitirse comprar la música.  Los kissa solían estar gestionados por aficionados a la música y no por empresarios que buscaban ganar dinero. 
Es probable que la primera kissa especializada exclusivamente en música de jazz abriera en 1929. Las jazz kissa de esta época, y sus extensas colecciones de discos, sirvieron de importante recurso para coleccionistas de discos, músicos e incluso periodistas de jazz.   Con el tiempo llegaron a existir unos ochenta jazz kissa en Japón, la mayoría en Tokio.  Sin embargo, durante la Segunda Guerra Mundial, estos establecimientos fueron cerrados.  Muchas de las jazz kissa vieron destruidas sus colecciones de discos en los bombardeos aéreos aliados, y la mayoría de las jazz kissa que surgieron tras la guerra tenían poca relación con estas jazz kissa de antes de la guerra. 

### Resurgimiento después de la guerra

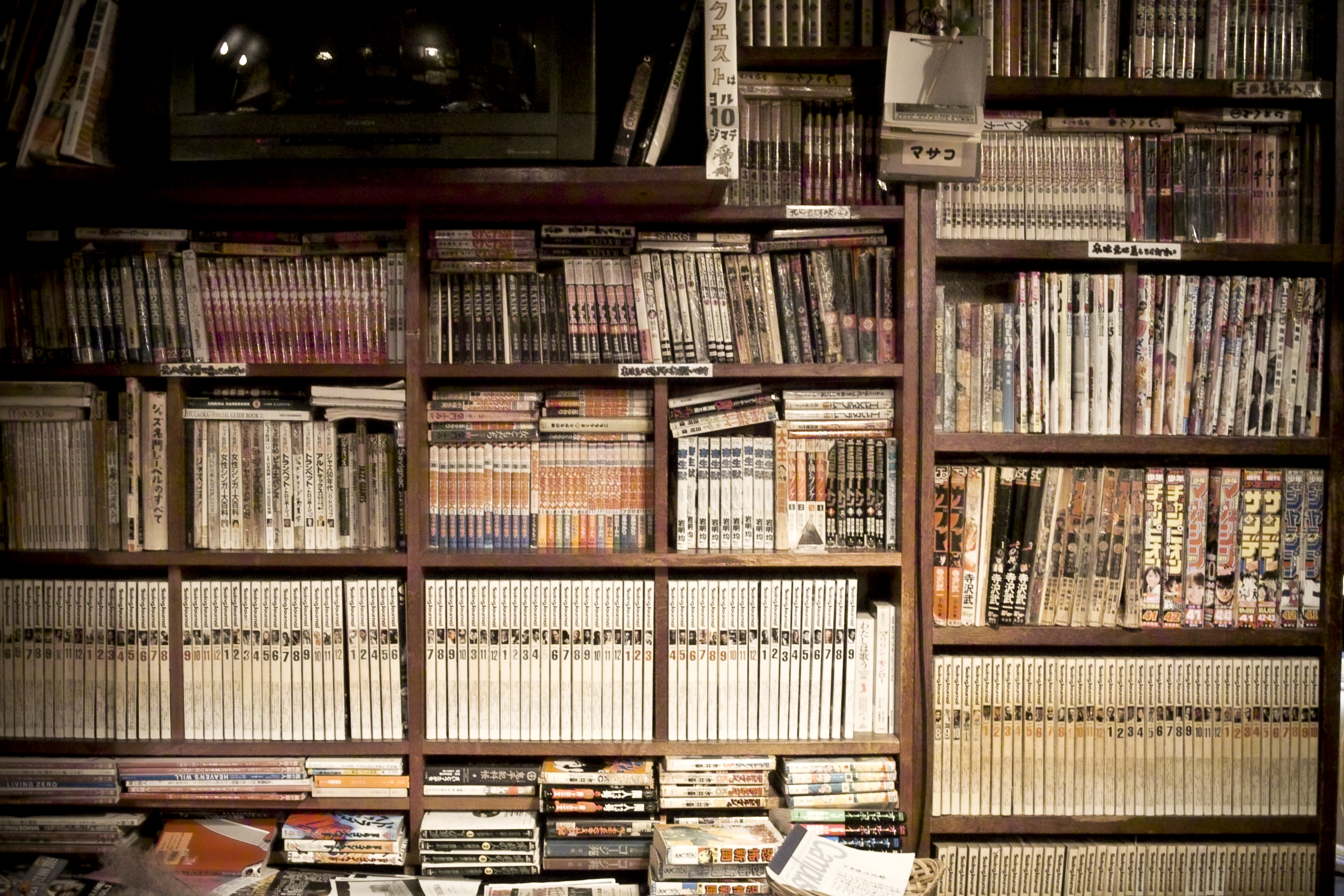
Una colección de libros de jazz kissa que contiene ejemplares de Swing Journal

En el Japón de los años 50, las actuaciones de jazz en directo eran escasas, al igual que los discos de jazz de producción local. En su lugar, había que importar discos de Estados Unidos a precios prohibitivos que, aunque demasiado caros para la mayoría de los particulares, los jazz kissa pagaban. Como consecuencia, los jazz kissa se convirtieron, junto con la radio, en algunos de los únicos lugares en los que se podía escuchar la música de jazz más reciente.   Los kissa de jazz cumplían una función educativa para los aficionados y músicos de jazz, entre ellos Toshiko Akiyoshi y Sadao Watanabe. El propietario del kissa presentaba en profundidad los discos antes de ponerlos, y algunos clientes tomaban notas. La publicación japonesa Swing Journal publicaba introducciones para los discos que se utilizaban en los kissa de jazz.  A diferencia de las kissa de jazz de antes de la guerra, estos establecimientos estaban amueblados de forma sencilla y normalmente sólo vendían bebidas.  A finales de la década de 1950, la mayoría de las ciudades japonesas albergaban jazz kissa. Los jazz kissa solían atender a nichos específicos, limitándose a tocar música de un subgénero concreto. 
La dificultad de los particulares para adquirir música de jazz continuó en los años sesenta. Esto afectó especialmente a los estudiantes universitarios que, atraídos por el ambiente bohemio de los cafés, constituían una proporción significativa de los clientes de los jazz kissa.  Sin embargo, aumentaron los locales de música en directo donde se podía escuchar jazz.  En la década de 1950, algunas kissa de jazz habían acogido música en directo, pero esto se extinguió en los años sesenta.  A mediados de la década surgió un nuevo tipo de jazz kissa. Estos jazz kissa se caracterizaban por una iluminación tenue, música muy alta y normas para los clientes, como la prohibición de hablar.  Este estilo de apreciación del jazz estaba vinculado al free jazz y al movimiento estudiantil de la Nueva Izquierda.  Jazz kissa incluso acogía reuniones políticas y charlas organizadas por los estudiantes.  Sin embargo, esta tendencia decayó a finales de la década de 1960, junto con la muerte de los músicos de free jazz John Coltrane y Albert Ayler y la desintegración de la Nueva Izquierda. 

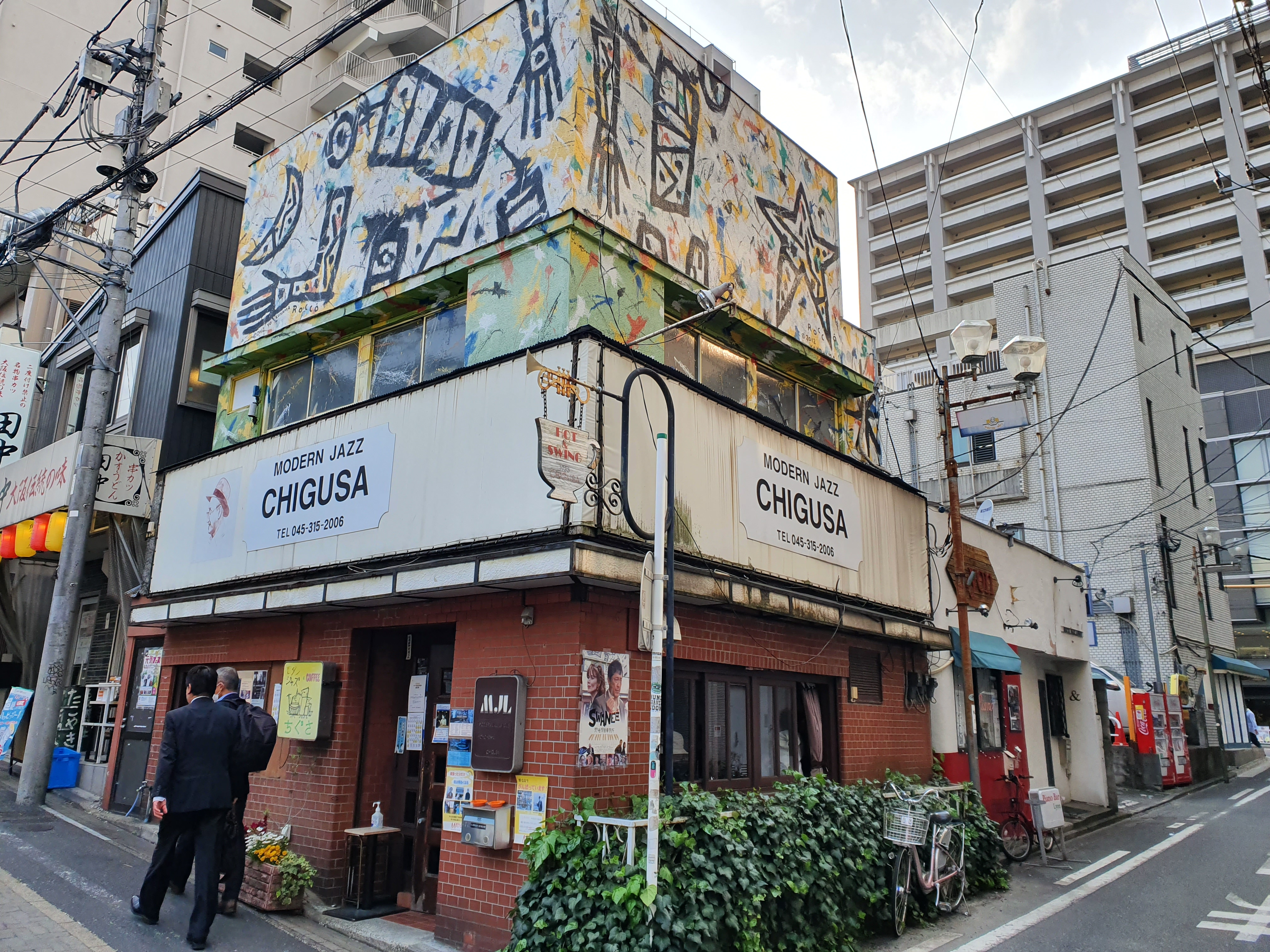
Chigusa en Yokohama, que era uno de los jazz kissa más antiguos de Japón cuando cerró en 2022.

En su apogeo, a mediados de la década de 1970, había alrededor de seiscientos jazz kissa operando en Japón. Los cambios sociales de las décadas siguientes provocaron una reducción constante del número de jazz kissa.  Los discos y los equipos de música se hicieron asequibles para adolescentes y estudiantes en la década de 1970, lo que, unido a una considerable expansión de presentaciones de jazz en directo, facilitó el acceso a esta música. La popularización del jazz fusión obligó a los jazz kissa a adaptarse a la nueva música, que algunos aficionados encontraban desagradable, o ver disminuir su clientela.  Aparte del cambio de música, los cafés redujeron el volumen de la música, permitieron hablar a los clientes, vendieron alcohol y aligeraron su decoración.  En la década de 1980 se produjo de nuevo un salto en el acceso a los equipos de audio personales, y el CD sustituyó rápidamente al vinilo. El jazz en directo se extendió por todo Japón, y el jazz era con frecuencia la música de fondo en los locales de hostelería. Esta evolución afectó negativamente al jazz kissa.  Uno de los beneficios de estos cambios fue que los jazz kissa se convirtieron en algunos de los pocos lugares que quedaban para escuchar jazz a partir de discos de vinilo originales. Los clientes seguían visitándolos como recuerdo del pasado o para sentir que estaban experimentando «auténticamente» la música de jazz. 

### Jazz kissa en la actualidad
En la actualidad, el número de kissa de jazz se ha reducido considerablemente con respecto al máximo alcanzado en el siglo XX. Los kissa restantes son en gran medida los mismos que en la época inmediatamente posterior a la guerra.   La música se reproduce principalmente a partir de discos de vinilo y presenta la mayoría de los subgéneros del jazz.  Sin embargo, se han seguido abriendo nuevos jazz kissa. Estos jazz kissa se han dirigido a clientes más jóvenes creando un ambiente más relajado y ofreciendo actuaciones en directo tanto de DJ como de músicos. 

## Características y normas de etiqueta
La música en los jazz kissa suelen seleccionarse de la amplia colección musical del establecimiento y se reproducen a todo volumen en un sofisticado sistema de sonido.  Los equipos de audio de alta calidad son un elemento central de los kissa de jazz y, en ocasiones, los altavoces se construyen a medida para el espacio.  La música está pensada para que los espectadores la aprecien con dedicación y no como música de fondo o para facilitar el baile.  A menudo se escucha una cara entera de un disco antes de cambiar de música. 
Los jazz kissa suelen tener poca luz y muebles antiguos, y están situados en calles laterales tranquilas.  Las paredes de muchos kissa de jazz están decoradas con portadas de LP y tienen estanterías repletas de discos de vinilo y CD.  El músico japonés Otomo Yoshihide escribió que un jazz kissa clásico de los años 70 era una habitación de quince metros cuadrados con un mostrador, varios cientos de LP de vinilo, una gran colección de revistas y «un par de enormes altavoces JBL o Altec».  
Los jazz kissa son supervisados por un maestro (マスター masutā?) , suele ser el propietario y el único miembro del personal. El maestro servirá a los clientes bebidas y comida, además de encargarse de la música de la kissa.  La elección de la música está totalmente a cargo del maestro y las sugerencias de los mecenas son poco frecuentes, con excepción de las recomendaciones de los clientes habituales.   Los maestros tienen fama de ser expertos conocedores de la música de jazz y a menudo se recurre a ellos para contrastar datos con críticos y escritores de jazz. 
Los jazz kissa son conocidos por imponer normas a sus clientes. Los establecimientos pueden pedir a los clientes que escuchen la música en silencio y no son lugares para socializar.   Se sirve café y alcohol a los clientes. El precio de las bebidas suele ser más elevado que en otros locales para garantizar la viabilidad económica de un número reducido de clientes, que pueden quedarse todo el tiempo que deseen.   Los clientes acuden solos o en parejas y nunca en grupos más grandes. 

## Impacto

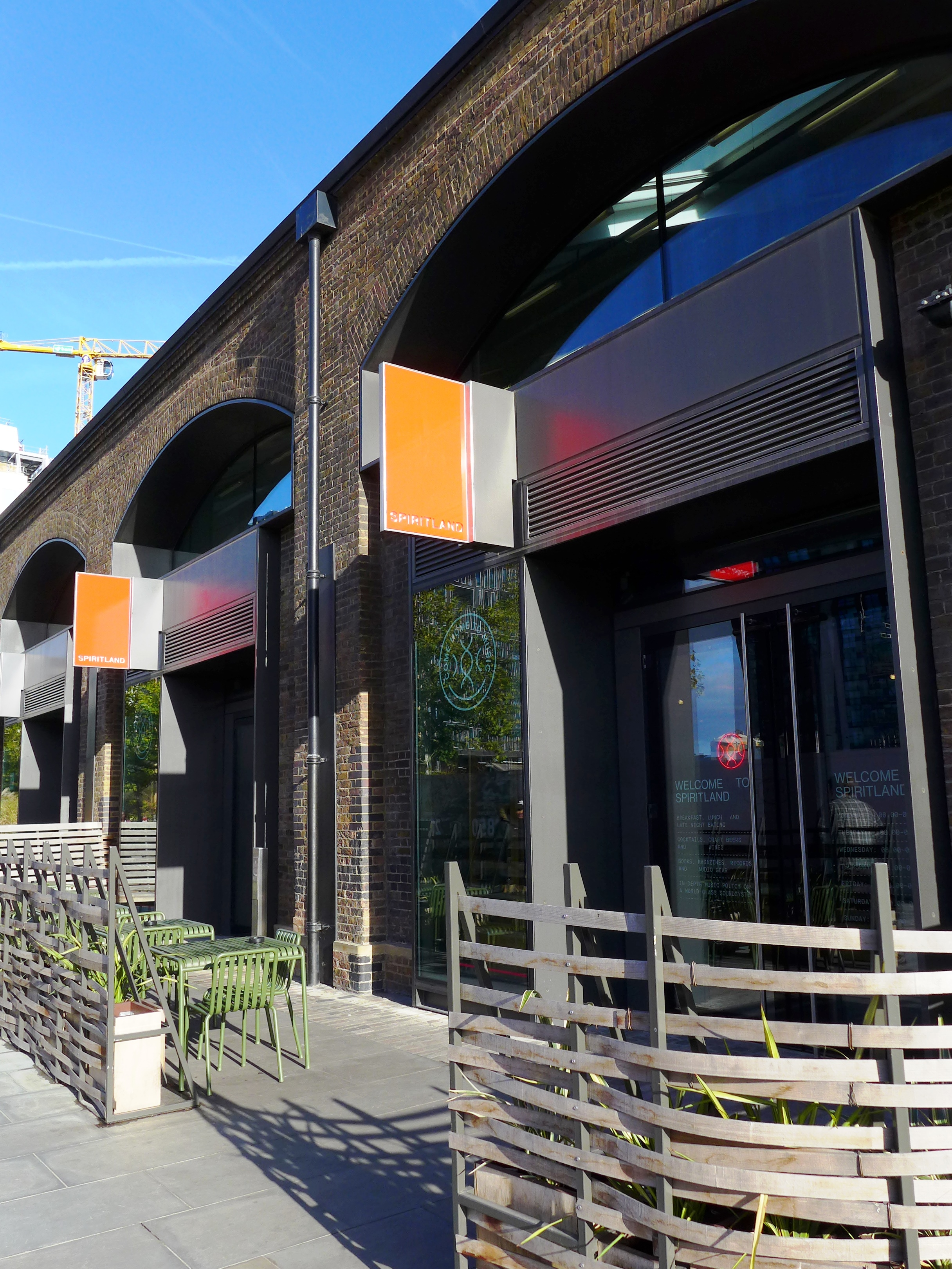
Un bar de escucha en Londres, Inglaterra.

El jazz kissa llevó a Japón a apreciar la música de jazz como una forma de arte elevado similar a la música clásica.  El musicólogo David Novak ha argumentado que la tecnología y la música importadas en el jazz kissa «ayudaron a los japoneses a aprender a ser modernos».  Según Novak, en los años 70 y 80 surgieron locales centrados en la música experimental. Estos kissa y locales eran a la vez un producto y una reacción contra la cultura del jazz kissa y desempeñaron un papel importante en la música japonesa.  Del mismo modo, la forma concentrada pero comunitaria en que el público japonés escucha la música experimental Onkyokei puede haber surgido de las prácticas auditivas del jazz kissa. 
El jazz kissa es un fenómeno exclusivamente japonés que no tiene equivalente a nivel mundial.  Sin embargo, en el siglo XXI han empezado a abrirse fuera de Japón bares de escucha, influidos por el jazz kissa japonés.   El periódico The Japan News informó de que al menos 50 establecimientos inspirados en el jazz kissa han abierto en países occidentales y asiáticos. 

## Énlaces externos
- Esta obra contiene una traducción  derivada de «Jazz kissa» de Wikipedia en inglés, publicada por sus editores bajo la Licencia de documentación libre de GNU y la Licencia Creative Commons Atribución-CompartirIgual 4.0 Internacional.

- Datos: Q11309793
- Multimedia: Jazz kissa (type of café) / Q11309793